# Oxalis dines
Oxalis dines là một loài thực vật có hoa trong họ Chua me đất. Loài này được Ornduff mô tả khoa học đầu tiên.